# Kamila Dubcová
Kamila Dubcová (* 17. Januar 1999 in Valašské Meziříčí) ist eine tschechische Fußballspielerin. Seit Juli 2024 ist sie Vertragsspielerin des SKN St. Pölten und seit Juni 2017 A-Nationalspielerin.

## Karriere

### Vereine
Dubcová spielte zunächst und bis ins Jahr 2018 für den 1. FC Slovácko. Dem Jugendalter entwachsen, wurde sie zur Saison 2018/19 von Slavia Prag unter Vertrag genommen und kam in der I. liga žen, der höchsten Spielklasse im tschechischen Frauenfußball, zum Einsatz. Ins Ausland gelangt, spielte sie anschließend von 2019 bis 2022 für den italienischen Erstligisten US Sassuolo Calcio für den sie in dieser Zeit 52 Punktspiele bestritt und 18 Tore in der Serie A erzielte. Danach war sie für den Ligakonkurrenten AC Mailand von 2022 bis 2024 ebenso erfolgreich – vier Tore in 42 Punktspielen gelangen ihr. Zur Saison 2024/25 wurde sie vom österreichischen Bundesligisten SKN St. Pölten verpflichtet.

### Nationalmannschaft
Als Nationalspielerin für den FAČR debütierte sie in der U17-Nationalmannschaft, die am 12. Mai 2014 in Vila Pouca de Aguiar im UEFA Development Tournament der U17-Nationalmannschaft Frankreichs mit 0:4 unterlegen war. In ihrem dritten Länderspiel, zugleich das dritte Turnierspiel, gelang ihr am 15. Mai 2014 in Vila Real beim 7:0-Sieg über die U17-Nationalmannschaft der Türkei mit dem Treffer zum 2:0 in der 16. Minute sogleich ihr erstes Länderspieltor.
Ihr Debüt für die U19-Nationalmannschaft am 18. Oktober 2016 in Tallinn beim 7:0-Sieg über die U19-Nationalmannschaft Kroatiens krönte sie sogleich mit drei Toren, den Treffern zum 4:0, 5:0 und 7:0 in der 42., 49. und 65. Minute.
Für die A-Nationalmannschaft kam sie das erste Mal am 13. Juni 2017 in Prag beim 5:2-Sieg über die US-amerikanische U20-Nationalmannschaft zum Einsatz und erzielte die 1:0-Führung in der 28. Minute. Im Spieljahr 2018 bestritt sie (die letzten) zwei Spiele der WM-Qualifikationsgruppe 5 (2:0 vs. Slowenien am 31. August, 1:1 vs. Island am 4. September) sowie zwei Freundschaftsspiele (jeweils 2:0 vs. Slowakei am 4. und 7. Oktober). Sie nahm mit der Mannschaft am Turnier um den Zypern-Cup 2019 teil (3 Spiele Gruppe A, 1 1 Spiel um Platz 5), bestritt zwei in Freundschaft ausgetragene Länderspiele gegen die Nationalmannschaft Russlands (jeweils 2:0 am 14. und 17. Juni in Chomutov) sowie (die ersten) drei Spiele der EM-Qualifikationsgruppe D und ein am 12. November in České Budějovice gegen die Nationalmannschaft Englands ausgetragenes und mit 2:3 verlorenes Freundschaftsspiel. Zwei Spiele (1:1 vs. Finnland, 0:0 vs. Mexiko) bei ihrer zweiten Teilnahme am Zypern-Cup und fünf weitere EM-Qualifikationsspiele der Gruppe D rundeten ihr Länderspieljahr 2020 ab. In den Spieljahren 2021 bis 2024 kam sie in insgesamt 31 Länderspielen zum Einsatz, in denen sie neun weitere Tore erzielte. Darunter befanden sich zwei Spiele bei ihrer Teilnahme am SheBelieves Cup 2022 sowie drei Spiele in der Gruppe B4 im erstmals ausgetragenen Turnier der UEFA Women’s Nations League 2023/24.

## Erfolge
- Zweiter Meisterschaft 2019

## Privates
Kamila Dubcová ist die Zwillingsschwester von Michaela Dubcová.